# World Series of Darts 2018
Die World Series of Darts 2018 war eine Serie von Einladungsturnieren der Professional Darts Corporation (PDC). Insgesamt fanden sieben Turniere, inklusive der World Series of Darts Finals statt. Die Spieler führte diese Reise diesmal in die USA, nach China, Neuseeland, Australien, Deutschland und Österreich.

## Teilnehmer
Die Top 4 der PDC Order of Merit (mit Stand nach der Weltmeisterschaft) waren automatisch für jedes Turnier gesetzt. Zudem verteilte die PDC für jedes Event Wildcards an vier weitere Spieler. Diese insgesamt acht Spieler pro Turnier galten im Turnierbaum als gesetzte Spieler. Hinzu kamen jeweils acht regionale Qualifikanten, die als ungesetzte Spieler antraten.
Spieler die sich über die
PDC Order of Merit qualifiziert haben:
1. Michael van Gerwen
2. Peter Wright
3. Rob Cross
4. Gary Anderson

Wildcards:
- Daryl Gurney
- Mensur Suljović
- Simon Whitlock
- Michael Smith
- James Wade
- Gerwyn Price
- Raymond van Barneveld
- Kyle Anderson
- Corey Cadby
- Dimitri Van den Bergh
- Jamie Lewis

## Format
Bei jedem Turnier nahmen 16 Spieler teil. Gesetzt waren immer die Topspieler der PDC. Das restliche Feld wurde durch lokale Teilnehmer aufgefüllt, die als ungesetzte Spieler antraten. Für jede erreichte Runde erhielten die Teilnehmer Punkte, die in eine eigene Rangliste einflossen. Diese wiederum bestimmte über die Teilnehmer der World Series of Darts Finals.
Die Turniere wurden allesamt im K.-o.-System gespielt. Spielmodus bei allen Turnieren war ein best of legs. Die Distanz der best of legs stieg im Turnierverlauf an und war bei den Turnieren unterschiedlich.

## Spielorte
Die sechste World Series of Darts wurde in Deutschland, den Vereinigten Staaten, China, Neuseeland, Australien und Österreich ausgetragen.
| Schwechat |

| Melbourne |

| Brisbane |

| Auckland |

| Gelsenkirchen |

| Shanghai |

| Las Vegas |

## Preisgeld
Bei jedem Turnier wurden insgesamt £ 60.000 an Preisgeld ausgeschüttet. Das Preisgeld verteilte sich unter den Teilnehmern wie folgt:
| Position (Anzahl der Spieler) | Position (Anzahl der Spieler) | Preisgeld |
| ----------------------------- | ----------------------------- | --------- |
| Gewinner                      | (1)                           | £ 20,000  |
| Finalist                      | (1)                           | £ 10,000  |
| Halbfinalisten                | (2)                           | £ 5,000   |
| Viertelfinalisten             | (4)                           | £ 2,500   |
|                               |                               |           |
|                               |                               | £ 60,000  |

Da es sich um Einladungsturniere handelte, wurden die erspielten Preisgelder bei der Berechnung der PDC Order of Merit nicht berücksichtigt.

## Ergebnisse
| Nr. | Datum          | Event                        | Austragungsort               | Sieger             | Ergebnis | Finalist              |
| --- | -------------- | ---------------------------- | ---------------------------- | ------------------ | -------- | --------------------- |
| 1   | 25. Mai        | German Darts Masters         | Gelsenkirchen, Veltins-Arena | Mensur Suljović    | 8 : 2    | Dimitri Van den Bergh |
| 2   | 6.–7. Juli     | US Darts Masters             | Paradise, Mandalay Bay       | Gary Anderson      | 8 : 4    | Rob Cross             |
| 3   | 13.–14. Juli   | Shanghai Darts Masters       | Shanghai, Pullman Hotel      | Michael Smith      | 8 : 2    | Rob Cross             |
| 4   | 3.–5. August   | Auckland Darts Masters       | Auckland, Trusts Arena       | Michael van Gerwen | 11 : 4   | Raymond van Barneveld |
| 5   | 10.–12. August | Melbourne Darts Masters      | Melbourne, Hisense Arena     | Peter Wright       | 11 : 8   | Michael Smith         |
| 6   | 17.–19. August | Brisbane Darts Masters       | Brisbane, BCEC               | Rob Cross          | 11 : 6   | Michael van Gerwen    |
| 7   | 2.–4. November | World Series of Darts Finals | Schwechat, Multiversum       | James Wade         | 11 : 10  | Michael Smith         |

## Rangliste
Die Ergebnisse der einzelnen Turniere bildeten eine eigene Rangliste.
Die Rangliste wurde nach folgendem Punktesystem erstellt:
| Runde         | Punkte |
| ------------- | ------ |
| Sieg          | 12     |
| Finale        | 8      |
| Halbfinale    | 5      |
| Viertelfinale | 3      |
| Achtelfinale  | 1      |

### Endgültige Rangliste
Endstand vom 19. August nach den Brisbane Darts Masters 2018:
| Platz | Spieler               | Punkte |
| ----- | --------------------- | ------ |
| 1     | Peter Wright          | 37     |
| 2     | Rob Cross             | 37     |
| 3     | Michael van Gerwen    | 36     |
| 4     | Gary Anderson         | 29     |
| 5     | Michael Smith         | 25     |
| 6     | Raymond van Barneveld | 19     |
| 7     | Mensur Suljović       | 12     |
| 8     | Simon Whitlock        | 9      |
| 9     | James Wade            | 8      |
| 9     | Dimitri Van den Bergh | 8      |
| 11    | Daryl Gurney          | 6      |
| 12    | Gerwyn Price          | 4      |
| 12    | Kyle Anderson         | 4      |
| 12    | Corey Cadby           | 4      |
| 12    | Damon Heta            | 4      |
| 12    | Raymond Smith         | 4      |

## Übertragung
Im deutschsprachigen Raum wurden die Veranstaltungen bis auf das Event in Deutschland nicht im TV ausgestrahlt. Zu sehen waren sie aber auf dem Streaming-Dienst DAZN.
International wurden alle Spiele durch die PDC auf livepdc.tv übertragen.
Der britische Fernsehsender ITV4 übertrug zudem die World Series of Darts Finals.